# The Game (série télévisée, 2006)
Pour les articles homonymes, voir The Game.
The Game est une sitcom américaine en 147 épisodes de 22 minutes créée par Mara Brock Akil et diffusée entre le 1er octobre 2006 et le 15 mai 2009 sur The CW et entre le 11 janvier 2011 et le 5 août 2015 sur BET.
Une reprise de la série produite pour Paramount+ a débuté le 11 novembre 2021,.
En France, la série est diffusée depuis le 12 novembre 2018 sur BET France. Néanmoins, elle reste inédite dans les autres pays francophones.

## Synopsis
Melanie Barnett est une étudiante de première année de l'école de médecine qui a renoncé à une offre d'admission à l'Université Johns Hopkins University School of Medicine à Baltimore pour suivre son petit ami Derwin Davis, un joueur professionnel de football de San Diego contre l'avis de ses parents. Derwin Davis est une recrue de première année avec une équipe fictive appelée San Diego Sabres. Mélanie s'installe dans sa nouvelle vie, elle rencontre Tasha Mack, Malik Wright et Kelly Pitts. Comme elle apprend à équilibrer ses nouveaux rôles à la fois comme étudiante en médecine et partenaire d'un joueur de football professionnel, Tasha et Kelly lui conseillent de garder un œil étroit sur son petit ami à cause des « chercheurs d'or » qui abordent de nombreux joueurs de football professionnels.

## Distribution
- Wendy Raquel Robinson (en) (VFB : Célia Torrens) : Tasha Mack
- Hosea Chanchez (en) (VFB : Sébastien Hébrant) : Malik Wright
- Brittany Daniel (VFB : Sophie Landresse) : Kelly Pitts (saisons 1 à 3 - récurrente saisons 4, 7, 8 et 9)
- Coby Bell (VFB : Erwin Grünspan) : Jason Pitts (saisons 1 à 3 puis 6 et 9 - récurrent saisons 4 et 5)
- Tia Mowry (VFB : Sophie Pyronnet) : Mélanie Barnett (saisons 1 à 5)
- Pooch Hall (VFB : Alexandre Crépet) : Derwin Davis (saisons 1 à 5 - invité saison 6)
- Brandy Norwood : Chardonnay Pitts (saisons 6 à 9 - récurrente saison 5)
- Lauren London : Keira Whitaker (saisons 6 à 9)
- Jay Ellis : Bryce Westbrook (saisons 6 à 9)

## Production
Cette sitcom est une série-dérivée de Girlfriends.
Le premier épisode a attiré 2,6 millions de téléspectateurs.
La série a été annulée à l'issue de la troisième saison par The CW. Néanmoins, elle a été rachetée par la chaîne BET qui l'a renouvelée pour une quatrième saison qui a débuté en janvier 2011.
Le premier épisode diffusé sur BET, le 10 janvier 2011, a d'ailleurs réalisé un démarrage tonitruant de 7,7 millions de téléspectateurs (contre une moyenne de 2,1 millions sur The CW) ! Il s'agit du record historique de la série et de la chaîne.
Le 17 mai 2012, Tia Mowry quitte la série et ne sera pas présente dans la sixième saison. Le 20 mai 2012, Pooch Hall quitte lui aussi la série. Néanmoins il est annoncé peu de temps après qu'il reviendra dans le 1er épisode de la 6e saison.

## Épisodes

### Première saison (2006-2007)
1. titre français inconnu (Away Game)
2. titre français inconnu (The Rules of The Game)
3. titre français inconnu (Gifted)
4. titre français inconnu (How Tasha Got Her Groove Back)
5. titre français inconnu (Brittany's Super Sweet Sixth)
6. titre français inconnu (Rift and Separate)
7. titre français inconnu (Mi Casa Es Su Casa)
8. titre français inconnu (The Trey Wiggs Episode)
9. L'Après Trey Wiggs (The Trey Wiggs Fallout Episode)
10. Home Sweet Home (There's No Place Like Home)
11. Dur, dur d'être Kelly Pitts (It's Hard Being Kelly Pitts)
12. Naître ou ne pas naître (To Baby… Or Not to Baby)
13. Vendeur de rêve (The Iceman Cometh)
14. Le Blues des étoiles (Pro Bowl Blues)
15. Hors limites (Out of Bounds)
16. Le Choix de Kelly (Baby B.S.)
17. De l'importance d'être indépendante (God Bless The Girl That's Got Her Own)
18. Elections surprises (You Say You Want a Revolution)
19. Crise de colère (The Big Chill)
20. Les Mensonges de Derwin Davis (The Many Lies of Derwin Davis)
21. On récolte ce qu'on sème (1/2) (When the Chickens Come Home to Roost [1/2])
22. On récolte ce qu'on sème (2/2) (When the Chickens Come Home to Roost [2/2])

### Deuxième saison (2007-2008)
Le 15 mai 2007, la série est renouvelée pour une deuxième saison de 22 épisodes. En raison de la Grève de la Writers Guild of America de 2007, la deuxième saison n'a compté que vingt épisodes. Elle a été diffusée à partir du 1er octobre 2007.
1. Diary Of A Mad Black Women, Redux
2. The Trey Wiggs Taps Back Episode
3. Tasha, Renee, and Malik the Cliche
4. Hit Me With Your Best Shot
5. Fool Me Twice… I'm the Damn Fool
6. Parental Guidance Suggested
7. Media Blitz
8. The Truth Hurts
9. Turkey Basting Bitches
10. The Ghost of Derwin Past
11. Je-Rome Wasn't Built in a Day
12. Take These Vows and Shove 'Em
13. The List Episode
14. White Men Can't Jump, But They're Definitely Packing
15. The Commitments
16. Bury My Heart at Wounded Knee
17. Before the Parade Passes By
18. The Lord Givens and the Lord Taketh Away
19. I Got 99 Problems and My Chick is One
20. Baby Come Back

### Troisième saison (2008-2009)
Le 13 mai 2008, la série est renouvelée pour une troisième saison de 22 épisodes, diffusée à partir du 3 octobre 2008 sur The CW.
1. Baby on Board
2. Mel-odrama
3. Just When I Thought I Was Out… She Pulls Me Back In
4. Just the Three of Us
5. A Delectable Basket of Treats
6. The Platski Thickens
7. White Coats and White Lies
8. The Side Part, Under Episode
9. Oh, What a Night
10. The Negotiation Episode
11. Insert Car Here
12. Stay Fierce, Malik
13. Do the Wright Thing
14. Punk Ass Chauncey
15. Take a Bow
16. Truth and Consequences
17. Hill Street Blues
18. The Third Legacy
19. Put a Ring on It
20. The Fall of the Roman
21. I Want It All and I Want It Now
22. The Wedding Episode

### Quatrième saison (2011)
Annulée par The CW, cette saison de treize épisodes a été diffusée à partir du 11 janvier 2011 sur BET.
1. Parachutes [1/2]
2. Beach Chairs [2/2]
3. The Confession Episode
4. The Wing King
5. It Was All Good Just a Week Ago
6. Men in Crisis
7. Didn't You Know Who I Was ?
8. You Say Goodbye, I Say Hello
9. A Very Special Episode
10. Whip It, Whip It Good
11. Never Surrender
12. Death Becomes Her
13. The Right to Choose

### Cinquième saison (2012)
Le 12 avril 2011, la série a été renouvelée pour une cinquième saison de 22 épisodes dont la diffusion a débuté le 10 janvier 2012.
1. Skeletons
2. The Truth Pact
3. No Money, Mo Problems
4. The Black People Episode
5. Grand Opening, Grand Closing
6. Drink, Fight, Pray, Love
7. The Tricks Episode
8. Matchmaker, Matchmaker… Mind Your Business!
9. Keep Your Friends Close and Your Prostitute Closer
10. Catfight on the Catwalk
11. A Punch in the Gut… Full of Human
12. Higher Ground
13. There's No Place Like Home
14. Derwin's About to go H.A.M.
15. Party in a Box
16. Fits and Starts
17. A Woman's Right to Choose Herself
18. Breakthrough, Breakdown? Break- Through
19. Let Them Eat (Cup) Cake!
20. Cold Swine Sucks… And So Does Falling in Love
21. Move Trick, Get Out the Way
22. The Championship Episode

### Sixième saison (2013)
Le 12 avril 2012, la série a été renouvelée pour une sixième saison de 22 épisodes diffusée depuis le 26 mars 2013.
1. The Blueprint, Part 1
2. The Blueprint, Part 2
3. We Gotta Stop Meeting Like This
4. Getting to Know All a Butt You
5. Trashbox
6. Guess Who's Bizzack
7. Welcome to the Jungle
8. How to Lose All Your Phat in One Day
9. Blue Canvases
10. The Pre-season Game Episode
11. The Busted Episode
12. I'm Not Kelly Pitts
13. I Love Luke… ahh!
14. Photo-Shoot Fresh
15. Psh!! I'm Good
16. A Swan Song for Rick and Tasha
17. Miss Me a Little When I'm Gone
18. In Treatment
19. Extra Butter… Extra Salt…
20. The Hospital Episode

### Septième saison (2014)
Le 2 avril 2013, la série a été renouvelée pour une septième saison diffusée depuis le 4 mars 2014.
1. The Jersey Episode, Part 1
2. The Jersey Episode, Part 2
3. Rules of the Street
4. Missed You, Kelly Pitts
5. Intervention, My Ass
6. He's a No-Good, Lyin', Cheatin', Honky-Tonk Man!
7. Chardonnay Goes Kissing
8. Mommy Dearest
9. This Is Happening
10. The Birth & Vows Episode

### Huitième saison (hiver 2015)
Le 24 avril 2014, la série a été renouvelée pour une huitième saison diffusée depuis le 14 janvier 2015.
1. The Wedding Night Episode
2. The After The Wedding Night Episode
3. The Pitsy Shuffle
4. Nothing Was The Game
5. A Saber's Story
6. Acting Class and Rebound Ass
7. Sexual Healing
8. Switch!

### Neuvième saison (été 2015)
Le 6 octobre 2014, la série a été renouvelée pour une neuvième et dernière saison, diffusée depuis le 3 juin 2015.
1. The Kiss Fallout Episode
2. The Spin Control Episode
3. The Dead Episode
4. Dust In The Wind
5. Hashtag My Bad
6. Get Up, Stand Up
7. Clip It… Clip It Good
8. The Crying Game
9. What More Can I Say?
10. Pow Pow Pow

### Dixième saison (2021)
Cette saison et la suivante ont été diffusées sur Paramount+.
1. A Taste of Vegas (Part 1)
2. A Taste of Vegas (Part 2)
3. The Diva Went Down to Georgia
4. White Party, White People, White Lies
5. Take One For the Team
6. New Whips, Same Chains
7. It's a Hard Block Life
8. Snips, Clips, and Chair Sits
9. Health, Wealth, and Cards Dealt
10. Reshuffling the Deck

### Onzième saison (2022-2023)
1. Once Upon a Time on Draft Day
2. Crash Landing
3. The Calm Before the Strike
4. Swindlers List
5. Crossing Lines
6. Ocean's 8-2-8
7. Here Comes the Sun
8. One Wedding and a Musical
9. Fear & Loathing in Las Vegas
10. A League of Their Own